# Бонорман
Бонорма́н (фр. Bosnormand) — колишній муніципалітет у Франції, у регіоні Нормандія, департамент Ер. Населення — 329 осіб (2011).
Муніципалітет був розташований на відстані близько 115 км на північний захід від Парижа, 23 км на південний захід від Руана, 34 км на північний захід від Евре.

## Історія
До 2015 року муніципалітет перебував у складі регіону Верхня Нормандія. Від 1 січня 2016 року належав до нового об'єднаного регіону Нормандія.
1 січня 2017 року Бонорман і Ле-Боск-Рожер-ан-Румуа було об'єднано в новий муніципалітет Босрумуа.

## Демографія
Динаміка населення (INSEE ):
Розподіл населення за віком та статтю (2006):
| Стать | Всього | До 15 років | 15-24 | 25-44 | 45-64 | 65-85 | Понад 85 |
| --- | ------ | ----------- | ----- | ----- | ----- | ----- | -------- |
| Чоловіки | 164    | 34          | 19    | 39    | 49    | 19    | 4        |
| Жінки | 137    | 26          | 8     | 41    | 42    | 20    | 0        |
| \| Статево-вікова піраміда \| Статево-вікова піраміда \| Статево-вікова піраміда \| \| ----------------------- \| ----------------------- \| ----------------------- \| \| Чоловіки \| Вік \| Жінки \| \| 4 \| 85 + \| 0 \| \| 0 \| 80-84 \| 0 \| \| 4 \| 75-79 \| 8 \| \| 11 \| 70-74 \| 4 \| \| 4 \| 65-69 \| 8 \| \| 11 \| 60-64 \| 8 \| \| 11 \| 55-59 \| 11 \| \| 19 \| 50-54 \| 15 \| \| 8 \| 45-49 \| 8 \| \| 15 \| 40-44 \| 11 \| \| 8 \| 35-39 \| 15 \| \| 8 \| 30-34 \| 0 \| \| 8 \| 25-29 \| 15 \| \| 8 \| 20-24 \| 0 \| \| 11 \| 15-20 \| 8 \| \| 8 \| 10-14 \| 11 \| \| 15 \| 5-9 \| 4 \| \| 11 \| 0-4 \| 11 \| |        |             |       |       |       |       |          |
| Статево-вікова піраміда |        |             |       |       |       |       |          |
| Чоловіки | Вік    | Жінки       |       |       |       |       |          |
| 4 | 85 +   | 0           |       |       |       |       |          |
| 0 | 80-84  | 0           |       |       |       |       |          |
| 4 | 75-79  | 8           |       |       |       |       |          |
| 11 | 70-74  | 4           |       |       |       |       |          |
| 4 | 65-69  | 8           |       |       |       |       |          |
| 11 | 60-64  | 8           |       |       |       |       |          |
| 11 | 55-59  | 11          |       |       |       |       |          |
| 19 | 50-54  | 15          |       |       |       |       |          |
| 8 | 45-49  | 8           |       |       |       |       |          |
| 15 | 40-44  | 11          |       |       |       |       |          |
| 8 | 35-39  | 15          |       |       |       |       |          |
| 8 | 30-34  | 0           |       |       |       |       |          |
| 8 | 25-29  | 15          |       |       |       |       |          |
| 8 | 20-24  | 0           |       |       |       |       |          |
| 11 | 15-20  | 8           |       |       |       |       |          |
| 8 | 10-14  | 11          |       |       |       |       |          |
| 15 | 5-9    | 4           |       |       |       |       |          |
| 11 | 0-4    | 11          |       |       |       |       |          |

## Економіка
2010 року серед 226 осіб працездатного віку (15—64 років) 162 були активними, 64 — неактивними (показник активності 71,7%, у 1999 році було 69,2%). З 162 активних мешканців працювало 150 осіб (80 чоловіків та 70 жінок), безробітними було 12 (6 чоловіків та 6 жінок). Серед 64 неактивних 17 осіб було учнями чи студентами, 33 — пенсіонерами, 14 були неактивними з інших причин.

У 2010 році в муніципалітеті числилось 123 оподатковані домогосподарства, у яких проживали 322,5 особи, медіана доходів виносила 22 340 євро на одного особоспоживача